# Tjörnes (Halbinsel)

Transformstörungen

Tjörnes

Tjörnes ist eine große Halbinsel im Norden von Island.

## Name
Der Name ist ein Kompositum aus isl. tjörn (= dt. Teich) und nes (= Landzunge).

## Geografie
Die Halbinsel liegt im Norden Islands, grenzt im Westen an die Bucht Skjálfandi, im Norden an das Nordpolarmeer und im Osten an den Öxarfjörður.
Auf ihr befindet sich die gleichnamige Gemeinde Tjörnes. Teile der Halbinsel erstrecken sich auch auf die Gemeinde Norðurþing, die Tjörnes im Osten, Süden und Westen umgibt. Der größte Ort ist das auf der Westseite an der Skjálfandi gelegene Húsavík, der Verwaltungssitz der Gemeinde Norðurþing.

## Geologie
Tjörnes liegt auf dem westlichen Flügel der nach der Halbinsel benannten Tjörnes-Transformzone. Diese verbindet geologisch die Nördliche Vulkanzone von Island (NVZ) mit dem Kolbeinsey-Rücken. Somit ist Tjörnes Teil der aktiven Rift- und Vulkanzone des Mittelatlantischen Rückens.
Dies bedeutet, dass Tjörnes sowohl von Plattenbewegungen als auch von Vulkanausbrüchen betroffen sein kann.
Die Hauptakteure diesbezüglich sind eine große tektonische Spalte, die sog. Húsavík-Flatey-Fault, auch Húsavík-Transform-Fault sowie das Vulkansystem von Þeistareykir.
Die tektonische Spalte durchschneidet das Stadtgebiet von Húsavík, wo sie auch deutlich zu sehen ist und einen natürlichen Hafen bildet, und verläuft dann in die Berge nach Osten, um im Zentralvulkan Þeistareykjabunga zu enden. In ihrer submarinen Fortsetzung bildet sie ein 5–10 km weites und 3–4 km tiefes Tal in Richtung Kolbeinsey. Innerhalb der letzten 9 Millionen Jahre hat hier eine Gesamtverschiebung um 60 km stattgefunden.
Die äußert sich in teilweise heftigen Erdstößen. Das bislang letzte schwere Erdbeben in der Gegend fand 1976 im Rahmen der vulkano-tektonischen Episode an der Krafla statt. Das Hypozentrum lag nahe dem Ort Kópasker und die Erdstöße erreichten eine Stärke von Magn. 6,2.

## Paläontologie
Auf der Tjörnes-Halbinsel wurden ca. 1200 m dicke Sedimentlagen gefunden, deren Ursprung ca. 4 Millionen Jahre zurückliegt, die die seitherigen Phasen der Erdgeschichte dokumentieren. Anhand der dort gefundenen versteinerten Spuren von Muscheln und Kleinstlebewesen lassen sich Klimaveränderungen in der Arktis rekonstruieren.
Der Untergrund besteht aus ca. 8 Millionen Jahre alten Basaltschichten. Auf ihnen bauen sich drei deutlich zu unterscheidende Sedimentlagen auf. Es handelt sich dabei um Flachmeerablagerungen, die ton- und sandreich sind, sowie um fluviale Sandsteine, die teilweise in ehemaligen Flussmündungen gebildet wurden.
Die älteste Gruppe, die Tapes-Lagen sind 4–3,5 Millionen Jahre alt. Da die dort gefundenen versteinerten Muscheln heutzutage in der Nordsee leben, lässt dies auf wärmeres Klima zu jener Zeit schließen.
Die nächste Schicht ist die Mactra-Schicht. Ihr Alter beträgt 3,5 – 2,5 Millionen Jahre. Die Versteinerungen dieser Gesteinslage belegen ein noch beträchtlich wärmeres Klima, leben doch in ihnen gefundene Muschelarten heute im mittleren Atlantik bis hin zu den Kanaren.
Die obere Schicht von molluskenhaltigen Sedimenten, Seripes genannt, zeugt von einer weiteren Klimaveränderung: zwar war hier das Klima etwas wärmer als heute, aber doch kälter als in der vorherigen Phase. Am erstaunlichsten aber ist, dass man in dieser Schicht Muscheln aus dem Pazifik findet, die für eine damalige Öffnung der Beringstraße sprechen.